# Lagonosticta landanae
Lagonosticta landanae е вид птица от семейство Estrildidae.

## Разпространение
Видът е разпространен в Ангола, Габон, Република Конго и Демократична република Конго.